# Линков, Сергей Яковлевич
Серге́й Я́ковлевич Линко́в (род. 3 декабря 1935, Москва) — советский и российский кинорежиссёр, сценарист.

## Биография
Родился 3 декабря 1935 года в Москве. Учился на историко-филологическом факультете МГПИ имени В. Потёмкина, который окончил в 1959 году. Был руководителем институтского студенческого драматического коллектива.
С 1960 года работал на киностудии «Мосфильм» в качестве ассистента режиссёра, принимал участие в работе над документальным фильмом «Обыкновенный фашизм» (1965). Был вторым режиссёром на картине «Дворянское гнездо» (1969).
С 1966 по 1968 год проходил обучение на режиссёрском отделении Высших курсов сценаристов и режиссёров.
Снялся в эпизодческой роли в фильме «Моя улица» (1970). Сотрудничал с разными студиями на договорной основе. Один из соавторов сценария к фильму «Тимур и его команда» (1976). Автор новел для киножурнала «Фитиль» (1990).

## Фильмография

### Режиссёр
- 1970 — Первые страницы (документальный; совместно с М. Роммом, К. Осиным)
- 1973 — Цемент (совместно с А. Бланком)
- 1976 — Тимур и его команда (совместно с А. Бланком)
- 1978 — Маршал революции
- 1980 — Крик гагары
- 1983 — Молодые люди (совместно с К. Худяковым)
- 1984 — Лучшие годы
- 1986 — За Ветлугой-рекой
- 1988 — В связи с переходом на другую работу
- 1989 — Когда мне будет 54 года
- 1992 — В тумане
- 1993 — Последняя суббота
- 1996—1997 — XX век: Русские тайны (телевизионный документальный; совместно с С. Раздорским, А. Кордоном)

### Сценарист
- 1970 — Первые страницы (совместно с М. Роммом, К. Осиным)
- 1976 — Тимур и его команда (совместно с Н. Давыдовой, А. Бланком)